# Паул Розенщайн-Родан
Паул Розенщайн-Родан (на немски: Paul Rosenstein-Rodan) е австрийски икономист.
Роден е в еврейско семейство в Краков, Австро-Унгария през 1902 г. Завършва Виенския университет.
След 1930 година се установява в Лондон, където преподава в Университетски колеж Лондон, а след това в Лондонското училище по икономика.
От 1947 година работи в Световната банка, а от 1953 до 1968 година – в Масачузетския технологичен институт. Изследванията му са главно в областта на икономиката на развитието.
Паул Розенщайн-Родан умира на 28 април 1985 година в Бостън.